# آخکیخلی
آخکیخلی (آخکیخل و هم نوشته‌اند) شهر کوچکی است در استان تاووش ارمنستان.